# Audio Engineering Society
A Audio Engineering Society, mais conhecida pela sua sigla AES, fundada em 1948, é uma organização profissional de caráter científico, exclusivamente dedicada à tecnologia de áudio. A sua composição rica de engenheiros pioneiros, cientistas, produtores musicais, fonoaudiólogos, acadêmicos e outras autoridades no setor de áudio espalhou-se por todo o mundo, elevando o prestígio da associação e o dos seus membros de uma forma totalmente simbiótica.
O objetivo da AES é desenvolver, revisar e publicar padrões para as indústrias de áudio e mídia. Além disso, realiza a Audio Engineering Society Conference duas vezes por ano, alternando a sede entre cidades dos Estados Unidos e Europa. Organiza também seções nacionais ou regionais durante todo o ano, abrangendo diversos temas ligados ao som.
No Brasil as atividades começaram em 1995, e a organização é responsável por organizar a Convenção Nacional da AES e o Congresso de Engenharia de Áudio, ambos com mais de 10 edições realizadas. A seção portuguesa foi oficialmente fundada em 2004, apesar de já existir desde 2001.

## Uma breve história sobre a Audio Engineering Society
A ideia de uma sociedade dedicada exclusivamente à engenharia de áudio vinha sendo discutida algum tempo antes da primeira reunião, mas foi proposta oficialmente em carte de Frank E. Sherry para a revista de Engenharia de Áudio, em dezembro de 1947. C.J. LeBel, um engenheiro e consultor de áudio, publicou outra carta concordando com a proposta, ressaltando que um grupo de profissionais de áudio já havia discutido tal assunto e que estavam interessados em reunião organizacional. A partir desse movimento, Norman C. Pickering publicou uma data para o encontro e anunciou LeBel como presidente interino e ele próprio como secretário interino do evento.
Tal reunião ocorreu em fevereiro de 1948, com LeBel enfatizando as diretrizes profissionais, não comerciais e independentes da organização que ali nascia, ao passo que Pickering ressaltou a necessidade de uma entidade que pudesse promover a troca de conhecimento neste campo, que crescia rapidamente. Os participantes concordaram com a criação da Audio Engineering Society, que teve seu primeiro comitê formado por John Colvin, C.J. LeBel, C.G. McProud, Norman Pickering e Chester Rackey.
Uma vez formada, a AES teve sua primeira reunião técnica em 11 de março daquele mesmo ano, com cerca de 3500 participantes. O palestrante convidado foi Harry F. Olson, proeminente engenheiro e cientista que discursou sobre os problemas da reprodução sonora de alta fidelidade.
A AES foi criada visando unir pessoas que prestam serviços profissionais na área de engenharia de áudio, tecnologias da comunicação e engenharia acústica, para desenvolverem e divulgarem conhecimentos científicos em ambas as aplicações. É a única sociedade profissional dedicada exclusivamente à tecnologia de áudio. Atualmente tem mais de 14 mil membros em 75 seções profissionais e 95 seções estudantis ao redor do mundo.

## Divulgação científica[5][6][6][7][7][8]
Através de seu conselho técnico, comitês de normas e comissão de educação, a AES promove a distribuição de informações técnicas e criativas para seus membros, além de livros, periódicos e anais de conferências, alcançando avanços consideráveis na difusão de uma miríade de novos conhecimentos, como áudio, cinema, transmissão e entrega de conteúdo sonoro online, gravações em estúdio e produções de eventos ao vivo.
As convenções são realizadas duas vezes por ano, sediadas nos Estados Unidos e Europa, e são os maiores encontros de profissionais de áudio no mundo. Workshops, seminários, trabalhos técnicos e tutoriais são fornecidos aos participantes, além de proporcionar a criação de uma rede de contatos e capacidade de negócios. Em média, elas atraem mais de 15 mil visitantes e mais de 300 expositores.
A publicação oficial da AES, o Journal of the Audio Engineering Society, é o único periódico com revisão por pares dedicado exclusivamente à tecnologia de áudio. Publicado 10 vezes ao ano, ele contém artigos técnicos, relatórios de engenharia com o estado-da-arte, análises do pré e pós convenções, notícias das seções da AES ao redor do mundo, trabalhos dos comitês de padrões e educação, notícias de membros, novos produtos e outras atividades da sociedade.

## Tópicos de Interesse
As mais de 150 convenções da AES cobrem diversos tópicos, como:
- Processamento de áudio
- Áudio de alta resolução
- Análise e síntese de som
- Proteção e aprimoramento auditivo
- Codificação de áudio de baixa taxa de bits
- Efeitos de áudio
- Aplicativos em áudio
- Áudio para jogos
- Áudio automotivo
- Áudio forense
- Áudio na educação
- Transmissão digital integrada
- Sistemas e serviços de áudio em rede
- Técnicas de gravação em estúdio
- Produção de som ao vivo
- Gerenciamento de conteúdo musical
- Percepção de áudio
- Equipamento de áudio
- Tecnologias emergentes
- Fatores humanos e novas interfaces de áudio
- Formatos de distribuição de áudio